# دیوید لینگ
دیوید لینگ (انگلیسی: David Lange؛ ۴ اوت ۱۹۴۲ – ۱۳ اوت ۲۰۰۵) یک سیاست‌مدار اهل نیوزیلند و از ژوئیه ۱۹۸۴ تا اوت ۱۹۸۹ نخست‌وزیر این کشور بود.
وی همچنین برنده جوایزی همچون جایزه نوبل آلترناتیو شده است.